# 機動戦士ガンダムΖΖ
『機動戦士ガンダムΖΖ』（きどうせんしガンダムダブルゼータ、MOBILE SUIT GUNDAM ΖΖ）は、日本サンライズ制作のテレビアニメ。『機動戦士Ζガンダム』の直接の続編として作られた『ガンダムシリーズ』の一つ。略称は『ΖΖ（ダブルゼータ）』。
本放映前の番宣キャッチフレーズは「子供はみんなニュータイプ! 見せてやろうじゃないの! 大人たちにさ!」。1986年（昭和61年）3月1日から1987年（昭和62年）1月31日まで、名古屋テレビを制作局として、テレビ朝日系で毎週土曜日17:30 ‐18:00（JST）に全47話が放送された。平均視聴率（関東地区）は6.02%。

## 概要
ガンダムシリーズの第3作であり、『機動戦士Ζガンダム』の直接的な続編として第一次ネオ・ジオン抗争を描いた作品である。エゥーゴ側のモビルスーツ（MS）は前作からの引き続いた物が多く、前作の主人公カミーユ・ビダンが搭乗したガンダムMk-IIとΖガンダムもエゥーゴの主力として活躍した。またBGMは前作のBGMも使用している。前作とは一転して、当初は明るい雰囲気でスタートし、敵も味方もコミカルに描かれることも多かったが、第19話以降より順次、シリアスな作風に路線変更となった。なお本作のアイキャッチは「ハイパー・メガ・ランチャー装備のZガンダム（本編に登場しない）」のみであり、主役機であるΖΖガンダムのアイキャッチは放送されなかった。
のち、劇場版三部作として再編された『新訳Ζガンダム』においては、カミーユは精神崩壊を起こすことなくシロッコとの戦いに勝利し帰還、一方のハマーンは艦隊を地球圏から退いており、本作の導入部には繋がらない形で終幕している。
福井晴敏の小説をベースにOVAとして映像化した『機動戦士ガンダムUC』の中では、本作に登場したMSの後継機が登場しており、主要人物の一人であるマリーダ・クルスは本作終盤にグレミー軍として参戦したプルクローンの生き残りという設定がなされている。また、エゥーゴ解体後に連邦軍に接収されたという設定で、ブライト率いる「ロンド・ベル隊」に編入されたネェル・アーガマも主役機ユニコーンガンダムの母艦として登場する。

## 制作
当時サンライズのプロデューサーを担当した内田健二曰く「あの当時に2年続けてガンダムを制作出来た意義は大きい」「シリーズ作品としての基礎を固められた」「ロボットアニメで人間を描写する基礎にもなった」と後年振り返っている。
放送期間中にアニメ映画『機動戦士ガンダム 逆襲のシャア』の制作が決まったため、物語の後半で予定されていたシャア・アズナブルの登場が見送られ、映画に向けての伏線を張るだけに留められた。なお、富野による本作の企画書に書かれていた一年間の大まかなあらすじによれば、アムロやベルトーチカの登場も予定されていた。

### デザイン
キャラクターデザインは安彦良和の不参加にともない、北爪宏幸が手掛けることになった。その際、プロデューサーの内田健二からは「延長する上で新キャラクターが登場するが、今度は安彦先生は参加されないので、雰囲気を変えずに『Ζガンダム』での作画テイストで新キャラクターを描いて欲しい」という要望があった。
メカニックデザインにおいては、前作『機動戦士Ζガンダム』同様、MSのデザインが難航した。まず『Ζガンダム』の番組延長のために20名ほどのデザイナーが集められ、新ガンダム（その時点ではまだΖΖというネーミングはない）のラフデザインが描かれた。参加メンバーは当時Ｚガンダムに参加していた永野護や小林誠や藤田一己、伸童舎（明貴美加、岡本英郎）や玩具類の合体変形などのアイデアを作っていたビシャルデザインなど。
『Ζガンダム』の延長ではなく続編の制作が決まると、永野がメインデザイナーとして作中に登場するすべてのメカデザインを担当すると発表された。しかし、富野由悠季監督の「ロボットアニメの原点に戻って子供にもわかりやすい『明るいガンダム』にしよう」という意図をくんだ永野による3-5頭身のコミカルなデザインのMSは波紋を呼んだ。「子供たちにひと目で敵ロボットの特徴をわからせるための巨大な一つ目に5頭身のガルスJ」「ハマーン・カーン専用MSとしてデザインされ、女性用ということで「おっぱいミサイル」を胸に2発搭載するハンマ・ハンマ」などのデザインは、 ユニークではあるがあまりにも従来のMS像とはかけ離れていた。また、主役機ΖΖガンダムも、永野案では模型にした際に合体変形機構に問題があることがわかり、何度かのデザイン修正が行われたものの、スポンサーサイドのOKは出なかった。結局、永野は1985年12月末にメカデザイナーを降板することとなり、前作Zガンダムで描いた物とゲゼ、ガザD（ともに原案のみ）、およびプチMSとミドルMSを除くほとんどの永野のデザインは作品に登場しないことになった。
放映までほとんど時間がない中、永野護に代って主役メカのΖΖを小林誠が、そしてネオ・ジオン軍MSを出渕裕が担当することが決定した。ΖΖガンダムのデザインは玩具デザイン会社「TTブレイン」の案を元に複数のデザイナーに発注した中から小林誠の案を元とすることとなった。小林は前作でバウンド・ドックやガザCといった可変モビルスーツをデザインしたことのある実績と、モデラーとしての経験を見込まれ、模型で再現可能な合体変形機構の修正を行うことを要請された。
締切まで2週間強という強行スケジュールだったが、コンセプトを「Gアーマーに変形・合体する最強のガンダム」とし、最強を示す記号として頭部にハイメガ粒子砲を装備したデザインがまとめられた。小林は『Ζガンダム』のガザCやジ・Oと言った「わかる人はわかる」デザインが理解されなかったため、ΖΖガンダムを「対子ども用」ガンダムにしようとした、とのこと。
小林の案では曲面的なデザインだったが、当時の技術では商品化するのが難しかったので直線的にリファインされ、最終的に伸童舎の岡本英郎、明貴美加によってクリンナップされた。ただし、バンダイ『模型情報』によると、クリンナップしたのは北爪宏幸であるとされている。そして北爪のクリンナップ校了がプラモデルの設計開始に間に合わず、プラモデル「1/144 ΖΖガンダム」の胸部形状が設定と異なった、ともされている。クリンナップ第1稿ではGフォートレスに機首がなく、小林の希望で急遽ダブルビームライフルの後端に機首が追加設定されている。
ネオ・ジオン軍の物語前半に登場するMSを担当した出渕は、『Ζ』の後番組として予定されていた別のオリジナル企画にメインとして参加し手応えも感じていたが、『ΖΖ』の放送が決定したために没となっており、かなり複雑な気持ちで臨んだという。また出渕は『Ζ』の後半のMSのデザインが複雑化・怪物化していき、敵味方の区別すら曖昧になってしまったことに疑問をもっていたため、デザイン・ラインの原点回帰を目指している。反省点は多々あるものの、短期間で多数の機体をデザインしたことで互いのシルエットに変化を付けることができたのではないかとのちに語っている。当時はほかにも仕事を抱えていたため、デザイン原案のみの参加でクリンナップは伸童舎（一部は藤田一己）に任せているが、ガルスJの頭部とバウはイメージが上手く伝わらなかったため、最後まで自身でクリンナップしている。
物語中盤以降に登場する新デザインは明貴がほぼすべて担当し、モデラーの小田雅弘や佐山義則、模型雑誌『モデルグラフィックス』の編集スタッフも協力している。
本作では、エゥーゴMSはメタスを除きツインアイとゴーグルアイ、ネオ・ジオン軍MSがグリプス戦役終戦後に接収したサイコガンダムMk-II、および終盤で登場するクィン・マンサを除き全てモノアイタイプと明確に分けられた。その影響により、メタスが序盤で退場となり、リック・ディアスの強化型であるシュツルム・ディアスがネオ・ジオン軍MSとして登場することになった。
物語後半には過去作に登場したMSのデザインを一部アレンジしたうえで別の機体としたものを登場させた。これは既存の模型金型を活用して低コストで商品を売り出すためのテコ入れである（ただし本放送当時には商品化されなかった機体も存在する）。

## 物語
宇宙世紀0088年、グリプス戦役で地球連邦軍が創設したエリート部隊「ティターンズ」は事実上壊滅した。しかし、エゥーゴも大半のパイロットが戦死し、有力な指揮官のクワトロ・バジーナ大尉は行方不明となったうえ、エースパイロットのカミーユ・ビダンも精神崩壊に陥り、深刻な戦力不足に悩まされていた。そんな中、三つ巴の決戦から一時手を引き、高みの見物をしていたハマーン・カーン率いるジオン公国残党組織アクシズはネオ・ジオンと名を変え、地球圏の制覇に乗り出す。
グリプス戦役で傷ついたエゥーゴの戦艦アーガマは、修理と補給のためサイド1のシャングリラに寄港した。そこでジャンク屋稼業をしている主人公ジュドー・アーシタとその仲間たちは、前大戦で活躍した英雄機Ζガンダムを奪って一儲けしようと企んだことがきっかけで、エゥーゴと関わりを持つことになり、一員としてネオ・ジオンと戦うことになる。
ひょんなことからΖガンダムに搭乗することになったジュドーは、仲間たちとともにガンダム・チームを結成し、チーム1のエースパイロットとして勇敢に戦っていく。その途中、彼は乗機をΖからエゥーゴの最新鋭MSであるΖΖガンダムに乗り換え、同じ頃修理を終え改めて配備されたガンダムMk-II・百式と共にネオ・ジオンを圧倒していく。
そんな中、ハマーンはダブリンにコロニー落としを敢行、ネオ・ジオンの力を誇示すると共に、地球連邦政府にサイド3の旧ジオン領の譲渡を認めさせることに成功した。
しかしハマーンの配下のグレミー・トトが「ザビ家の真の継承者」を名乗り、ミネバ・ラオ・ザビを傀儡（）にしているハマーンを打倒せんと、謀反を起こし、戦局は大混乱となる。正規軍と反乱軍の主だった戦力は相打ちとなる形で壊滅していき、グレミーも戦死する。そしてジュドーとハマーンの最後の一騎討ちが始まる。

## 登場人物
ジュドー・アーシタ
声 - 矢尾一樹
本作の主人公。サイド1シャングリラコロニーで育った少年。出稼ぎ中の両親にかわり、ジャンク屋の稼ぎで妹のリィナの面倒を見ているが、しっかり者のリィナが逆にジュドーの生活面を支えている描写もある。グリプス戦役で大きな損傷を被ったアーガマの寄港を契機にΖガンダムのパイロットとして雇われ、第一次ネオ・ジオン抗争に巻き込まれていく。
先天的なニュータイプで精神を病んだカミーユ・ビダンとの邂逅で、カミーユから力の一部を譲渡され、その能力が開花した。ΖガンダムおよびΖΖガンダムのパイロットでガンダム・チームのリーダー。
ルー・ルカ
声 - 松井菜桜子
エゥーゴの補充兵で階級は少尉。性格は真面目で勝ち気だがノリが良く、スタイル抜群。ΖΖガンダムの核となるコアファイターと共にアーガマに着任した。
軍律に疎く自由奔放なジュドー達ジャングリラチルドレンとは考え方の不一致から衝突することもあったが、彼らが様々な経験を積んで人間的に成長する様子を見守り、信頼を築いていく。ジュドーに明確な好意をうかがわせる描写は限られているが、エル・ビアンノとは犬猿の仲で大抵はジュドーに原因がある。
主にΖガンダムのパイロット。戦いの最終局面では自分に好意を抱いていたグレミー・トトに引導を渡す。最終話でジュドーと共に木星圏に旅立つ。
ハマーン・カーン
声 - 榊原良子
ネオ・ジオンの統率者。本作では主人公ジュドーのライバルのようにも描かれている。グリプス戦役で数多のライバルを蹴散らし、軍事的優位に立ったアクシズ勢力をネオ・ジオンと称し、ミネバ・ザビの摂政として辣腕を振るう政治家にして高い能力を持ったニュータイプ。髪色以外は地味だった前作と違い、金色を軸とした派手派手しい衣装で自軍を鼓舞する。「シャアの喪失」というショックからは完全に立ち直り切れておらず、心に大きな穴が空いてしまった孤独な女性だが、対外的には強気な態度で内部抗争の余波で脆弱化した地球連邦軍およびエゥーゴを圧倒する。
エルピー・プル
声 - 本多知恵子
ネオ・ジオンのニュータイプ少女。天真爛漫で人懐っこい性格。ジュドーにシンパシーを感じて慕うようになり、ネオ・ジオンを離反してエゥーゴ側についた。劇中で自身のクローンプルツーと出会い、彼女との戦いにて戦死を遂げる。だが、死後もジュドーやプルツーを導く存在となる。
マシュマー・セロ
声 - 堀内賢雄
ネオ・ジオンの若き将校、巡洋艦エンドラの艦長を務める。ハマーンに絶対の忠誠を誓い、「ハマーン様の騎士」を自称しており。シャングリラに入港したてにジュドーの戦いに挑み、その度に敗退していた。
度重なる失敗の責任を問われるかたちで表舞台から遠ざけられ、後に強化手術を施された上で再登場する。
グレミー・トト
声 - 柏倉つとむ
初登場時はマザコン気味の少年兵。しかし、ザビ家に連なる血筋にあり、やがては一軍を率いてネオ・ジオンの掌握を図ろうと画策し、ハマーンと敵対する。プルシリーズの管理者としてプルツー以下のクローン兵を従える。ルー・ルカに一目惚れして以来、彼女に好意を抱く。
プルツー
声 - 本多知恵子
プルシリーズのクローンニュータイプ。性格は攻撃性を高めたものに改変されており、高飛車で傲慢。しかし、プルを殺めた影響から次第に精神的に不安定になり、ジュドーを求めるようになる。

## 登場兵器
モビルスーツやモビルアーマーなど機動兵器に分類されるものは
それ以外のものについては

## スタッフ
- 企画 - 日本サンライズ
- 原案 - 矢立肇
- 原作 - 富野由悠季
- キャラクターデザイン - 北爪宏幸
- 美術 - 池田繁美
- メカニカルデザイン - 伸童舎、明貴美加[注 6]
- メカニカルベースデザイン - 小林誠、出渕裕
- デザイン協力 - 安彦良和、大河原邦男、藤田一己
- 音楽 - 三枝成章
- メカニカル作画監督 - 内田順久
- 撮影監督 - 斉藤秋男
- 音響監督 - 藤野貞義
- 音響制作 - 千田啓子
- 総監督 - 富野由悠季
- プロデューサー - 神谷寿一（名古屋テレビ）、稲垣光繁（創通エージェンシー）、内田健二（日本サンライズ）
- 制作 - 名古屋テレビ、創通エージェンシー、日本サンライズ

## 主題歌
キングレコードより発売。前期はオープニング・エンディングとも従来の作品にはあった歌詞クレジット表示が廃止されたが、後期になって復活している。
オープニングテーマ
「アニメじゃない -夢を忘れた古い地球人よ-」（第1話 - 第25話）
作詞 - 秋元康 / 作曲 - 芹澤廣明 / 編曲 - 鷺巣詩郎 / 唄 - 新井正人
- 第1話・第9話ではBGMとしても使用された。
- 『ガンダムビルドファイターズトライ』第11話ではカミキ・セカイ（声 - 冨樫かずみ）とホシノ・フミナ（声 - 牧野由依）がこの曲を歌っている場面がある。

「サイレント・ヴォイス」（第26話 - 第47話）
作詞 - 売野雅勇 / 作曲 - 芹澤廣明 / 編曲 - 若草恵 / 唄 - ひろえ純
- ゲームで使用されたため、芹澤廣明が作曲したアニメソングの中で最も売れた（印税収入があった）曲である。

エンディングテーマ
「時代が泣いている」（第1話 - 第25話）
作詞 - 秋元康 / 作曲 - 芹澤廣明 / 編曲 - 鷺巣詩郎 / 唄 - 新井正人
「一千万年銀河」（第26話 - 第47話）
作詞 - 井荻麟 / 作曲 - 芹澤廣明 / 編曲 - 若草恵 / 唄 - ひろえ純
- 最終回ラストのジュドーとルーが木星へと旅立つ場面で2コーラス目が挿入歌として使用されている。

挿入歌
「Ζ・刻を越えて」（第1話）
原作詞・作曲 - ニール・セダカ / 日本語版作詞 - 井荻麟 / 編曲 - 渡辺博也 / 歌 - 鮎川麻弥
「星空のBelieve」（第20話）
原作詞・作曲 - ニール・セダカ、フィリップ・コーディ / 日本語版作詞 - 竜真知子 / 編曲 - 渡辺博也 / 歌 - 鮎川麻弥

## 各話リスト
第1話は、『機動戦士ガンダム』と『機動戦士Ζガンダム』の名場面や世界観、施設、登場するMSなど、前2作までの大まかな話の流れなどを説明した特別編（総集編）であり、実質的な物語は第2話より始まる。第1話の前半ではシャアがナレーション的存在として登場したり、「MSの影絵当て」の正誤判定をしたりと異色の演出が行われている。その一方で、劇中ナレーションにシリーズ第1作『機動戦士ガンダム』ナレーションの永井一郎のナレーションも入れるといった従来のファン向けの演出もなされている。次回予告のBGMは39話までは第1オープニングの『アニメじゃない』のアレンジで、40話からは第2オープニングの『サイレント・ヴォイス』のAメロ部分となっている。
| 話数   | 放送日         | サブタイトル           | 脚本                  | コンテ                           | 演出     | 作画監督                |
| ------ | -------------- | ---------------------- | --------------------- | -------------------------------- | -------- | ----------------------- |
| 第1話  | 1986年 3月1日  | プレリュードΖΖ         | 南田操（構成）        | -                                | 寺沢賢   | -                       |
| 第2話  | 3月8日         | シャングリラの少年     | 鈴木裕美子            | - 滝沢敏文 - 斧谷稔              | 杉島邦久 | 北爪宏幸                |
| 第3話  | 3月15日        | エンドラの騎士         | 遠藤明吾              | - 杉島邦久 - 横山広行            | 横山広行 | 山田きさらか            |
| 第4話  | 3月22日        | 熱血のマシュマー       | 鈴木裕美子            | - 森一浩 - 斧谷稔                | 関田修   | 金山明博                |
| 第5話  | 3月29日        | ジュドーの決意         | 遠藤明吾              | - 滝沢敏文 - 世良邦男 - 斧谷稔   | 平林淳   | 恩田尚之                |
| 第6話  | 4月5日         | ズサの脅威             | 鈴木裕美子            | 川瀬敏文                         | 川瀬敏文 | 敷島博英                |
| 第7話  | 4月12日        | ガザの嵐               | 遠藤明吾              | - 杉島邦久 - 斧谷稔              | 杉島邦久 | 小林利充                |
| 第8話  | 4月19日        | 鎮魂の鐘は二度鳴る     | 鈴木裕美子            | 横山広行                         | 横山広行 | 神村幸子                |
| 第9話  | 4月26日        | 宇宙のジュドー         | 遠藤明吾              | - 世良邦男 - 斧谷稔              | 関田修   | 山田きさらか            |
| 第10話 | 5月3日         | さよならファ           | 鈴木裕美子            | - 森一浩 - 斧谷稔                | 平林淳   | 金山明博                |
| 第11話 | 5月10日        | 始動! ダブル・ゼータ   | 遠藤明吾              | 川瀬敏文                         | 川瀬敏文 | 恩田尚之                |
| 第12話 | 5月24日        | リィナが消えた         | 鈴木裕美子            | 杉島邦久                         | 杉島邦久 | 小林利充                |
| 第13話 | 5月31日        | 妹よ!                  | 遠藤明吾              | 横山広行                         | 横山広行 | 神村幸子                |
| 第14話 | 6月7日         | 幻のコロニー（前）     | 鈴木裕美子            | - 世良邦男 - 斧谷稔              | 平林淳   | 山田きさらか            |
| 第15話 | 6月14日        | 幻のコロニー（後）     | 鈴木裕美子            | - 森一浩 - 斧谷稔                | 関田修   | 金山明博                |
| 第16話 | 6月21日        | アーガマの白兵戦       | 遠藤明吾              | 川瀬敏文                         | 川瀬敏文 | 恩田尚之                |
| 第17話 | 6月28日        | 奪回! コア・トップ     | 遠藤明吾              | - 滝沢敏文 - 斧谷稔              | 杉島邦久 | 敷島博英                |
| 第18話 | 7月5日         | ハマーンの黒い影       | 遠藤明吾              | - 横山広行 - 杉島邦久            | 横山広行 | 神村幸子                |
| 第19話 | 7月12日        | プルとアクシズと       | 遠藤明吾              | - 高松信司 - 斧谷稔              | 平林淳   | 山田きさらか            |
| 第20話 | 7月19日        | 泣き虫セシリア（前）   | 鈴木裕美子            | - 関田修 - 斧谷稔                | 関田修   | 金山明博                |
| 第21話 | 7月26日        | 泣き虫セシリア（後）   | 鈴木裕美子            | - 谷田部勝義 - 滝沢敏文 - 斧谷稔 | 川瀬敏文 | 恩田尚之                |
| 第22話 | 8月2日         | ジュドー、出撃!!       | 遠藤明吾              | 杉島邦久                         | 杉島邦久 | 小林利充                |
| 第23話 | 8月9日         | 燃える地球             | 遠藤明吾              | 横山広行                         | 横山広行 | 敷島博英                |
| 第24話 | 8月16日        | 南海に咲く兄妹愛       | 鈴木裕美子            | - 高松信司 - 斧谷稔              | 高松信司 | 神村幸子                |
| 第25話 | 8月23日        | ロンメルの顔           | 遠藤明吾              | - 森一浩 - 斧谷稔                | 関田修   | 山田きさらか            |
| 第26話 | 8月30日        | マサイの心             | 鈴木裕美子            | - 川瀬敏文 - 高松信司 - 斧谷稔   | 川瀬敏文 | 恩田尚之                |
| 第27話 | 9月6日         | リィナの血（前）       | 遠藤明吾              | 杉島邦久                         | 杉島邦久 | 金山明博                |
| 第28話 | 9月13日        | リィナの血（後）       | 遠藤明吾              | 滝沢敏文                         | 江上潔   | 小林利充                |
| 第29話 | 9月20日        | ルーの逃亡             | 鎌田秀美              | 横山広行                         | 横山広行 | 神村幸子                |
| 第30話 | 9月27日        | 青の部隊（前）         | 鈴木裕美子            | - 川瀬敏文 - 高松信司            | 高松信司 | 山田きさらか            |
| 第31話 | 10月4日        | 青の部隊（後）         | 鎌田秀美              | 谷田部勝義                       | 関田修   | 恩田尚之                |
| 第32話 | 10月11日       | 塩の湖を越えて         | 遠藤明吾              | 杉島邦久                         | 杉島邦久 | 北爪宏幸                |
| 第33話 | 10月18日       | ダブリンの午後         | 鈴木裕美子            | - 今西隆志 - 斧谷稔              | 今西隆志 | 金山明博                |
| 第34話 | 10月25日       | カミーユの声           | 遠藤明吾              | 川瀬敏文                         | 川瀬敏文 | 小林利充                |
| 第35話 | 11月1日        | 落ちてきた空           | 鈴木裕美子            | 横山広行                         | 横山広行 | 神村幸子                |
| 第36話 | 11月8日        | 重力下のプルツー       | 鎌田秀美              | - 高松信司 - 斧谷稔              | 高松信司 | 恩田尚之                |
| 第37話 | 11月15日       | ネェル・アーガマ       | 遠藤明吾              | - 滝沢敏文 - 斧谷稔              | 江上潔   | 山田きさらか            |
| 第38話 | 11月22日       | 鉄壁、ジャムル・フィン | 鈴木裕美子            | 杉島邦久                         | 関田修   | 金山明博                |
| 第39話 | 11月29日       | サラサ再臨             | 鎌田秀美              | - 今西隆志 - 斧谷稔              | 今西隆志 | 小林利充                |
| 第40話 | 12月6日        | タイガーバウムの夢     | 鈴木裕美子            | 川瀬敏文                         | 川瀬敏文 | 神村幸子                |
| 第41話 | 12月13日       | ラサラの命             | 遠藤明吾              | 滝沢敏文                         | 杉島邦久 | - 小曽根正美 - 山下明彦 |
| 第42話 | 12月20日       | コア3の少女（前）      | 鈴木裕美子            | 横山広行                         | 横山広行 | 山田きさらか            |
| 第43話 | 12月27日       | コア3の少女（後）      | 遠藤明吾              | - 高松信司 - 斧谷稔              | 高松信司 | 金山明博                |
| 第44話 | 1987年 1月10日 | エマリー散華           | - 鈴木裕美子 - 斧谷稔 | - 杉島邦久 - 斧谷稔              | 江上潔   | 小林利充                |
| 第45話 | 1月17日        | アクシズの戦闘         | 鎌田秀美              | 滝沢敏文                         | 関田修   | 神村幸子                |
| 第46話 | 1月24日        | バイブレーション       | 遠藤明吾              | 川瀬敏文                         | 川瀬敏文 | 内田順久                |
| 第47話 | 1月31日        | 戦士、再び……           | - 遠藤明吾 - 斧谷稔   | - 杉島邦久 - 斧谷稔              | 杉島邦久 | 北爪宏幸                |

## 放送局
※系列は放送当時、放送日時は1987年1月終了時点のものとする。
| 放送地域       | 放送局             | 系列                          | 放送日時           | 備考                                             |
| -------------- | ------------------ | ----------------------------- | ------------------ | ------------------------------------------------ |
| 中京広域圏     | 名古屋テレビ       | テレビ朝日系列                | 土曜 17:30 - 18:00 | 制作局                                           |
| 北海道         | 北海道テレビ       | テレビ朝日系列                | 土曜 17:30 - 18:00 |                                                  |
| 宮城県         | 東日本放送         | テレビ朝日系列                | 土曜 17:30 - 18:00 |                                                  |
| 福島県         | 福島放送           | テレビ朝日系列                | 土曜 17:30 - 18:00 |                                                  |
| 関東広域圏     | テレビ朝日         | テレビ朝日系列                | 土曜 17:30 - 18:00 |                                                  |
| 新潟県         | 新潟テレビ21       | テレビ朝日系列                | 土曜 17:30 - 18:00 |                                                  |
| 長野県         | テレビ信州         | 日本テレビ系列 テレビ朝日系列 | 土曜 17:30 - 18:00 |                                                  |
| 静岡県         | 静岡けんみんテレビ | テレビ朝日系列                | 土曜 17:30 - 18:00 | 現・静岡朝日テレビ。                             |
| 広島県         | 広島ホームテレビ   | テレビ朝日系列                | 土曜 17:30 - 18:00 |                                                  |
| 香川県・岡山県 | 瀬戸内海放送       | テレビ朝日系列                | 土曜 17:30 - 18:00 |                                                  |
| 福岡県         | 九州朝日放送       | テレビ朝日系列                | 土曜 17:30 - 18:00 |                                                  |
| 鹿児島県       | 鹿児島放送         | テレビ朝日系列                | 土曜 17:30 - 18:00 |                                                  |
| 青森県         | 青森テレビ         | TBS系列                       | 金曜 16:30 - 17:00 |                                                  |
| 岩手県         | 岩手放送           | TBS系列                       | 日曜 6:00 - 6:30   | 現・IBC岩手放送。                                |
| 秋田県         | 秋田テレビ         | フジテレビ系列 テレビ朝日系列 | 水曜 17:30 - 18:00 |                                                  |
| 山形県         | 山形放送           | 日本テレビ系列 テレビ朝日系列 | 木曜 16:30 - 17:00 |                                                  |
| 山梨県         | 山梨放送           | 日本テレビ系列                | 水曜 17:00 - 17:30 |                                                  |
| 富山県         | 富山テレビ         | フジテレビ系列                | 金曜 16:25 - 16:55 | 1986年7月25日から1987年7月10日まで放送。         |
| 石川県         | 石川テレビ         | フジテレビ系列                | 土曜 6:15 - 6:45   |                                                  |
| 福井県         | 福井テレビ         | フジテレビ系列                | 月曜 16:30 - 17:00 |                                                  |
| 近畿広域圏     | 朝日放送           | テレビ朝日系列                | 金曜 17:00 - 17:30 | 現・朝日放送テレビ。 制作局より1日早い先行放送。 |
| 山口県         | 山口放送           | 日本テレビ系列 テレビ朝日系列 | 火曜 17:15 - 17:45 |                                                  |
| 長崎県         | 長崎放送           | TBS系列                       | 金曜 16:50 - 17:20 |                                                  |
| 熊本県         | 熊本放送           | TBS系列                       | 金曜 16:30 - 17:00 |                                                  |
| 大分県         | 大分放送           | TBS系列                       | 水曜 17:20 - 17:50 |                                                  |
| 宮崎県         | 宮崎放送           | TBS系列                       | 火曜 17:30 - 18:00 |                                                  |

## 関連作品

### 映像
TV版
2021年1月27日には「U.C.ガンダムBlu-rayライブラリーズ」としてスペシャルプライスBlu-rayが発売された。日本語, 英語, 中国語字幕付き。
GUNDAM EVOLVE
フルCGによるOVA『GUNDAM EVOLVE../Ω』に収録された「EVOLVE../10 MSZ-010 ΖΖ-GUNDAM」では、木星付近にいるジュドーが、ドーベン・ウルフ隊と戦う。ここで登場するΖΖガンダムは、TV版のものを改修された新型となっているが、一部資料には「強化型ΖΖガンダム」とされている。
GUNDAM FRAG.
『機動戦士ガンダムΖΖ』Blu-ray BOXに収録された短編映像作品。宇宙世紀0091から0092年頃に木星往還船ジュピトリスの中から真偽のわからない虚実混じりの映像を見ている、というコンセプト。基本的にアニメ本編の出来事が視点を変えてフルCGで再現されているが、本編では語られていない場面や上記の『GUNDAM EVOLVE』以前と思われる映像なども含まれている。また『ガンダム』や『ガンダム0080』といった他作品からの映像もある。なお、本編では実現しなかったΖΖガンダムによるアイキャッチが収録されている。

### 漫画
コミックボンボン連載版
放映当時、『コミックボンボン』に村上としやによる漫画版が連載された。製作スケジュールの都合から、一部のMSデザインには準備稿のものが使用され、ストーリーにもビーチャ、モンド、リィナがネオ・ジオンには行かない、アフリカで行方不明になったリィナをシャアが保護するといった違いがある。1999年に大都社、2005年に講談社より、それぞれ復刻版が刊行されている。
機動戦士ムーンガンダム
福井晴敏（ストーリー）、虎哉孝征（漫画）により、『ガンダムエース』（KADOKAWA）にて2017年11月号から連載中の漫画。『ΖΖ』以後、『逆襲のシャア』以前の時代を描いており、『ΖΖ』 第14・15話に登場するスペースコロニー「ムーン・ムーン」から物語が始まり、このコロニーに住む光族の少年ユッタ・カーシムを主人公とする。

### 小説
1986年に遠藤明範による小説版が全2巻で講談社から刊行された。前作にあたる『機動戦士Ζガンダム』は富野自身の手になる「原作」なのに対し、本作は脚本を担当した1人である遠藤明範による「ノベライズ」である。内容はストーリーの中心部分に絞られ、前作を引き継いではいるが、遠藤が脚本を担当していない回などについてはカットされたエピソードも多く、特に地球降下後の展開がTV版と異なり、アムロ・レイやベルトーチカ・イルマが登場している。なお、アムロとジュドーとのやり取りでは『逆襲のシャア』への伏線も示されている。その後、角川スニーカー文庫より刊行されている。

### ゲームブック
ホビージャパンより、本作を基にしたゲームブックがVol.1からVol.3まで発売されている。
物語は『ΖΖ』の世界観をベースとしたオリジナルストーリーで、主人公は元連邦軍上層部直属の組織に所属していた強化人間。Vol.1とVol.2ではあまりMSの活躍するシーンはないが、Vol.3ではΖΖガンダムの量産型（量産型ΖΖガンダムとは別物）やバウの簡易量産型であるバウbis、ティターンズがキリマンジャロ・ベースで量産したキリマン・マラサイ、“腰”のあるバーザム等、オリジナル設定のMSが多数登場する。他に連邦軍がサイコミュ技術を応用して開発した「エニグマ」なる独自の要素も存在する。エニグマは1人のパイロットで複数のMSを制御するシステムで、エニグマが組み込まれたマスターMSで2機の随伴MSをコントロールし、1個小隊を運用するというもの。ネオ・ジオンも同様のシステムを「シュペール・サイコミュ」として開発している。
- Vol.1「ヘルメス迷走」は、記憶を失った主人公が様々な人物との出会いながら過去の自分の足跡を辿り、記憶を取り戻していく物語。舞台はサイド1・シャングリラ。
- Vol.2「ヘルメス夢幻」は記憶を取り戻して恋人と共に平和な暮らしを営んでいた主人公が、強化人間故の精神錯乱や過去との確執に苛まれながら再び戦いに誘われていく様を描いている。舞台はサイド6。
- Vol.3「エニグマ始動」は、Vol.2のラストで恋人の精神にダメージを負わせた人物を追って再び戦場へと舞い戻った主人公が、復活を目論むティターンズの陰謀に巻き込まれていく物語。舞台は地球。

なお、この物語の後日談が、『逆襲のシャア』公開時にホビージャパンが発売したガンダム関係のボードゲームの紹介ムック「ガンダムゲームズ」に小説として掲載された。主人公は連邦軍の前線基地マッシュの整備兵・通称トラッパーとして登場。MSパイロットのホークアイやデュークと共にネオ・ジオンの隠した金塊を奪うため、軍の高官がコレクションとして隠していたディジェを駆って戦いに赴くというもの。

### ボイスドラマ
アニメイトカセットコレクション『鏡のむこうのプル』
ドラマCDがなかった時期にカセットテープで発売されたボイスドラマで、A面が36話を元にしたシリアスストーリーの「鏡の中のプル」、B面がジュドー、プル、ブライト、ハマーン、プルツーによるラジオ番組の「ガンダムステーション」が収録されている。